# Lynk & Co 01
La Lynk & Co 01, chiamata precedentemente Geely CX11, è la prima autovettura prodotta dalla casa automobilistica cino-svedese Lynk & Co a partire dal 2017.

## Contesto
La 01 è un crossover SUV a 5 porte di medie dimensioni, sviluppato in collaborazione con la Volvo, facente parte - come pure Lynk&Co - del gruppo Geely. Le vendite in Cina sono iniziate il 4 agosto 2017. La versione PHEV, ovvero ibrida plug in, introdotta sul mercato il 7 luglio 2018, ha un'autonomia dichiarata nella sola modalità elettrica di 70 chilometri.
Da settembre 2021 viene esportata anche in alcuni paesi europei tra cui l'Italia. In particolare, per il contesto europeo, la 01 è stata pensata per essere commercializzata tramite nuove tipologie di approccio alla vettura stessa, come, ad esempio, la sottoscrizione di un abbonamento mensile, la cui durata viene decisa in toto dal cliente (qui detto "member") e grazie al quale egli può beneficiare dell'auto e di tutti i servizi annessi al pacchetto anche per periodi di tempo più brevi rispetto al canonico acquisto.

## Caratteristiche

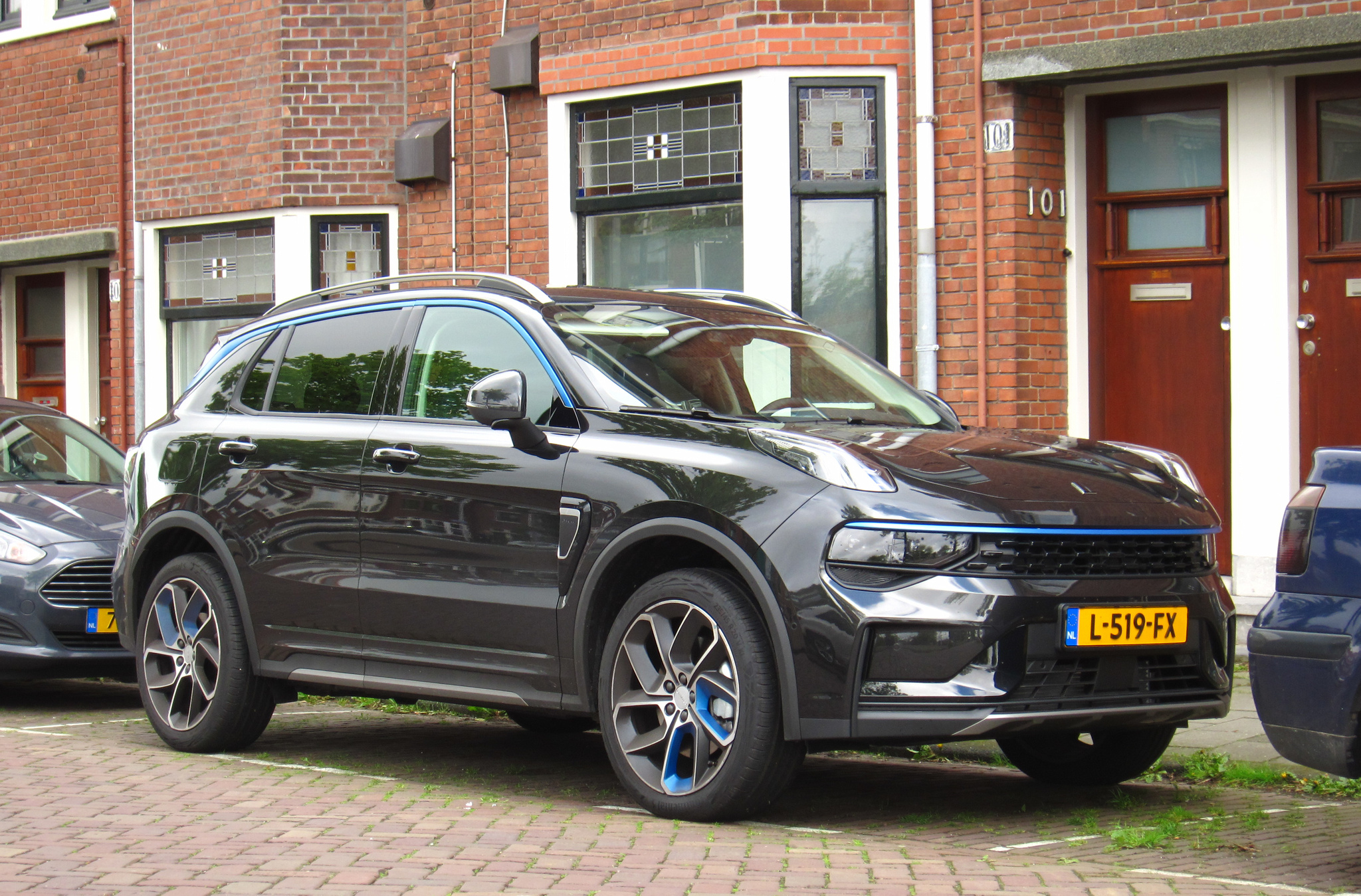
01 restyling

La 01 si basa sulla piattaforma Compact Modular Architecture la medesima già impiegata sulla Volvo XC40, condividendo con quest'ultima gran parte della componentistica, inclusi la parte elettrica, i motori e i sistemi di sicurezza e assistenza alla guida.
La vettura è alimentata da due motorizzazioni turbocompresse a benzina: un 1,5 litri a 3 cilindri e un 2,0 litri a 4 cilindri anch'essi di origine Volvo. I motori sono accoppiati a un cambio manuale a sei marce o a un automatico doppia frizione a sette velocità. Di base la vettura è a trazione anteriore, ma è disponibile in opzione anche quella integrale.
La versione ibrida plug-in è stata introdotta a luglio 2018 ed è alimentata dal motore a benzina a tre cilindri da 1,5 litri con 132 kW (180 CV) abbinato ad un motore elettrico da 60 kW (82 CV) ed a una batteria agli ioni di litio da 9 kWh, per una potenza combinata di 261 CV.
A novembre 2019 è arrivata una versione ibrida classica basata sullo stesso motopropulsore della plug-in, ma con una potenza inferiore, rispettivamente di 143 CV per unità endotermica e di 54 CV per quella elettrica (197 CV in totale).

## Restyling 2020
Nell'estate 2020 la vettura è stata sottoposta ad un leggero restyling in previsione del lancio sul mercato europeo. Con l'aggiornamento a cambiare è il paraurti e la griglia anteriore, mentre aumentano leggermente le dimensioni esterne, risultando più lunga.